# Palaestina
Palaestina is een geslacht van spinnen uit de familie mierenjagers (Zodariidae).

## Soorten
Het geslacht kent de volgende soorten:
- Palaestina dentifera O. P.-Cambridge, 1872
- Palaestina eremica Levy, 1992
- Palaestina expolita O. P.-Cambridge, 1872